# Sandstorm (Rasmus Seebach-sang)
 For alternative betydninger, se Sandstorm (flertydig). (Se også artikler, som begynder med Sandstorm)
"Sandstorm" er en single af den danske sanger og sangskriver Rasmus Seebach, fra hans tredje album "Ingen kan love dig i morgen".

## Komposition
Sangen er skrevet af Rasmus og Nicolai Seebach, samt Lars Ankerstjerne, mens den er produceret af Seebach-brødrene.

## Hitliste
| Hitliste (2013-14)     | Højeste placering |
| ---------------------- | ----------------- |
| Danmark (Track Top-40) | 1                 |